# فلورانس آئر
فلورانس آئر (انگلیسی: Florence Auer؛ ۳ مارس ۱۸۸۰ – ۱۴ مهٔ ۱۹۶۲) یک هنرپیشه اهل ایالات متحده آمریکا بود.

## گزیده فیلمشناسی
از فیلم‌ها یا برنامه‌های تلویزیونی که وی در آن نقش داشته‌است می‌توان به آثار زیر اشاره کرد.
- وضعیت کشور (فیلم) (1948)
- مبارزه برای آزادی (1908)